# Sail Amsterdam 2025

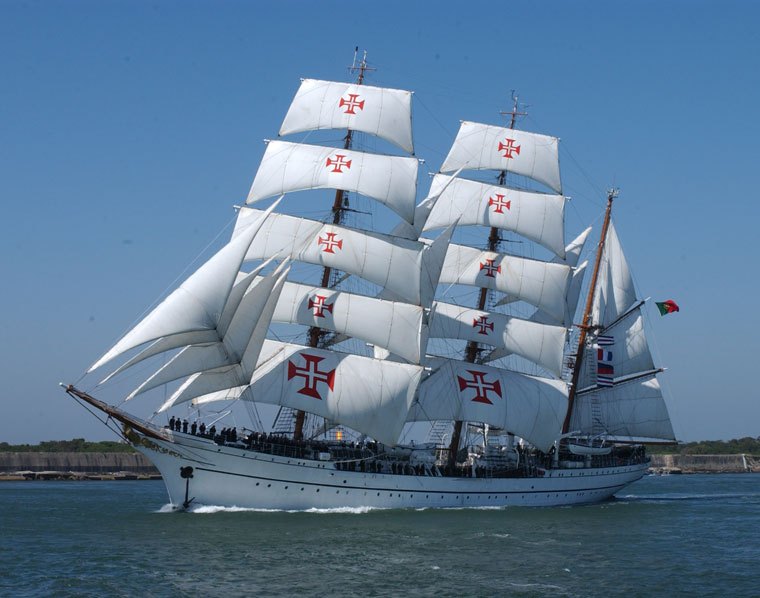
De Sagres onder zeil

Sail Amsterdam 2025 is  de tiende editie  van het zeilevenement Sail Amsterdam. Het zal vijf dagen duren en plaats vinden van woensdag 20 tot en met zondag 24 augustus 2025. Het is de eerste editie sinds Sail Amsterdam 2015 aangezien de editie van 2020 niet doorging vanwege de coronapandemie.
Bij de haven is een festivalterrein, met dagelijks een Marine Roadshow, een reuzenrad en podiumoptredens en kinderactiviteiten. Elke dag wordt afgesloten met een mix van licht en vuurwerk rondom de A'DAM Toren.

## Programma

### Woensdag 20 augustus
Het evenement startte voor het grote publiek op woensdag met de Sail-in-parade, waarbij de uitgenodigde schepen vanaf de sluizen van IJmuiden naar Amsterdam voeren. Ze werden daar traditioneel bij begeleid door heel veel schepen en bootjes, deels varend erfgoed.

### Donderdag 21 augustus
Donderdagochtend vindt op het IJ een vlootschouw van het Varend Erfgoed plaats. Klassieke schepen varen in formatie. En start een serie wedstrijden van het skûtsjesilen. Op die donderdag wordt ook een pieremachocheltocht gehouden, een optocht van zelfgebouwde vaartuigen door de Amsterdamse grachten. Wat blijft drijven, kan deelnemen. Ook vindt de première plaats van de documentaire "De toekomst van duurzaam varend erfgoed". De uitgenodigde schepen zijn opengesteld voor bezoek en er vinden weer veel activiteiten plaats. 

### Vrijdag 22 augustus
Naast het gebruikelijke programma varen vrijdagmiddag lage, kleinere schepen van het varend erfgoed in de grachten. Een traditie bij Sail, evenals de crewparade.

### Zaterdag 23 augustus
Zaterdagmorgen is er een vlootschouw op het IJ van onder andere tientallen sloepen, waaronder de Thor, de oceaanroeiboot waarmee een Nederlands team dit jaar de Atlantische Oceaan oversteekt. Ook laten de schottels, westlanders en de vrijheidklasse zich zien. Drakenboten geven een demonstratie.    

### Zondag 24 augustus
Zondagmorgen is er nog het gebruikelijke programma en toont het varend erfgoed zich met admiraalzeilen op het IJ. Waarna 's middags de tallships weer hun reis gaan vervolgen.   

### Duurzaamheid

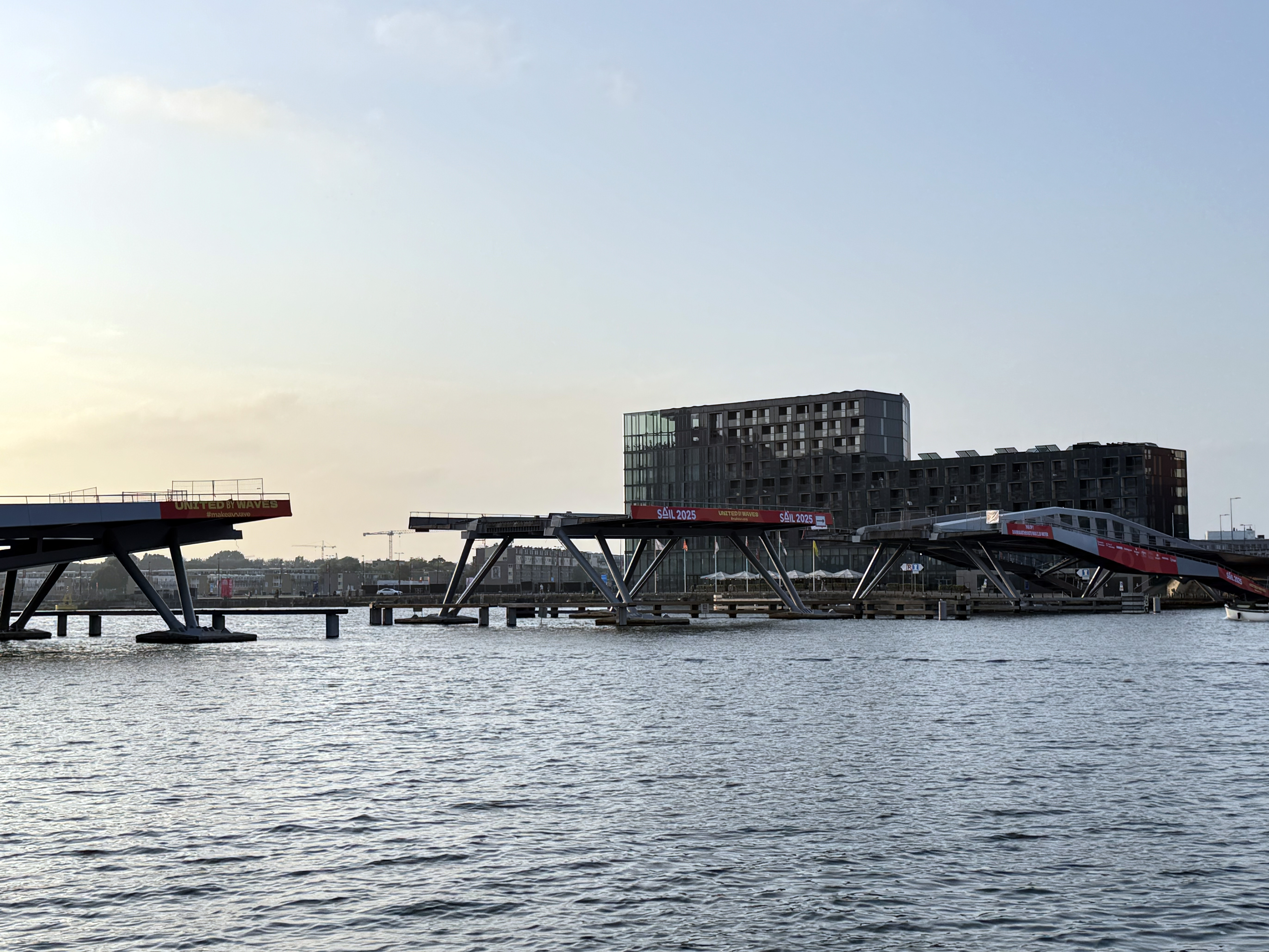
De Jan Schaeferbrug met de twee verwijderde brugdelen zodat de schepen langs kunnen varen.

Rond het evenement worden activiteiten ontplooid om de aandacht te vestigen op duurzaam varen. Het publiek kan zich voor de vrijdag en zaterdag inschrijven voor proefvaarten om de mogelijkheden van varen op zonne-energie en hybride aandrijving te ervaren. Zaterdag vaart een vloot van historische boten van Plastic Whale vanuit het Oosterdok waarbij de deelnemers actief plastic afval uit het water vissen.

### Deelnemende tall ships
Deze tallships nemen voor het eerst deel dit jaar:
- Shabab Oman II
- Gorch Fock
- B.A.P. Unión
- Eye of the Wind
- Pascual Flores
- Vera Cruz

Bij deze editie van Sail Amsterdam zijn geen Russische schepen uitgenodigd, zoals de Kruzenstern en de Mir. De ARM Cuauhtémoc moest zich afmelden. Het schip ligt nog op de werf. Het verloor delen van haar masten door tegen de Brooklyn Bridge in New York te varen.

### Deelnemend varend erfgoed
De tallships steken af tegen de achtergrond van zo'n 650 schepen, die zijn ingeschreven in het Register Varend Erfgoed Nederland. Vanaf het voorgaand weekend zijn er twee aanbrengtochten voor georganiseerd: de Palingtocht vanuit het Noorden en de Zalmtocht vanuit het zuiden. Een mix van schepen vaart zo gezamenlijk naar Amsterdam.